# Sergueï Krivokrassov
Sergueï Vladimirovitch Krivokrassov (en anglais Sergei Krivokrasov et en russe Сергей Владимирович Кривокрасов ; né le 15 avril 1974 à Angarsk en URSS) est un joueur professionnel russe de hockey sur glace devenu entraîneur.

## Carrière en club
En 1990, il commence sa carrière au CSKA Moscou en Superliga. Il est repêché par les Blackhawks de Chicago en 1e ronde, 12e au total, au repêchage d'entrée dans la LNH 1992. De 1992 à 2002, il a évolué en Amérique du Nord. Il a notamment porté les couleurs des Blackhawks, des Predators de Nashville, des Flames de Calgary, du Wild du Minnesota et des Mighty Ducks d'Anaheim. En 2002, il revient au pays. Il met un terme à sa carrière en 2008.

## Carrière internationale
Il a représenté l'Équipe de Russie. Il a participé aux Jeux olympiques d'hiver de 1998.

## Trophées et honneurs personnels
- Ligue internationale de hockey
  - 1992-1993 : participe au Match des étoiles.
  - 1992-1993 : élu meilleur joueur du Match des étoiles.
- Ligue nationale de hockey
  - 1998-1999 : participe au 49e Match des étoiles de la Ligue nationale de hockey.

## Statistiques
| Saison     | Équipe                     | Ligue      |     | Saison régulière | Saison régulière | Saison régulière | Saison régulière | Saison régulière |    | Séries éliminatoires | Séries éliminatoires | Séries éliminatoires | Séries éliminatoires | Séries éliminatoires |
| Saison     | Équipe                     | Ligue      | PJ  | B                | A                | Pts              | Pun              | PJ               | B  | A                    | Pts                  | Pun                  |                      |                      |
| 1990-1991  | CSKA Moscou                | Superliga  | 41  | 4                | 0                | 4                | 8                |                  |    |                      |                      |                      |                      |                      |
| 1991-1992  | CSKA Moscou                | Superliga  | 36  | 10               | 8                | 18               | 10               |                  |    |                      |                      |                      |                      |                      |
| 1992-1993  | Ice d'Indianapolis         | LIH        | 78  | 36               | 33               | 69               | 157              | 5                | 3  | 1                    | 4                    | 2                    |                      |                      |
| 1992-1993  | Blackhawks de Chicago      | LNH        | 4   | 0                | 0                | 0                | 2                | --               | -- | --                   | --                   | --                   |                      |                      |
| 1993-1994  | Ice d'Indianapolis         | LIH        | 53  | 19               | 26               | 45               | 145              | --               | -- | --                   | --                   | --                   |                      |                      |
| 1993-1994  | Blackhawks de Chicago      | LNH        | 9   | 1                | 0                | 1                | 4                | --               | -- | --                   | --                   | --                   |                      |                      |
| 1994-1995  | Ice d'Indianapolis         | LIH        | 29  | 12               | 15               | 27               | 41               | --               | -- | --                   | --                   | --                   |                      |                      |
| 1994-1995  | Blackhawks de Chicago      | LNH        | 41  | 12               | 7                | 19               | 33               | 10               | 0  | 0                    | 0                    | 8                    |                      |                      |
| 1995-1996  | Ice d'Indianapolis         | LIH        | 9   | 4                | 5                | 9                | 28               | --               | -- | --                   | --                   | --                   |                      |                      |
| 1995-1996  | Blackhawks de Chicago      | LNH        | 46  | 6                | 10               | 16               | 32               | 5                | 1  | 0                    | 1                    | 2                    |                      |                      |
| 1996-1997  | Blackhawks de Chicago      | LNH        | 67  | 13               | 11               | 24               | 42               | 6                | 1  | 0                    | 1                    | 4                    |                      |                      |
| 1997-1998  | Blackhawks de Chicago      | LNH        | 58  | 10               | 13               | 23               | 33               | --               | -- | --                   | --                   | --                   |                      |                      |
| 1998-1999  | Predators de Nashville     | LNH        | 70  | 25               | 23               | 48               | 42               | --               | -- | --                   | --                   | --                   |                      |                      |
| 1999-2000  | Predators de Nashville     | LNH        | 63  | 9                | 17               | 26               | 40               | --               | -- | --                   | --                   | --                   |                      |                      |
| 1999-2000  | Flames de Calgary          | LNH        | 12  | 1                | 10               | 11               | 4                | --               | -- | --                   | --                   | --                   |                      |                      |
| 2000-2001  | Wild du Minnesota          | LNH        | 54  | 7                | 15               | 22               | 20               | --               | -- | --                   | --                   | --                   |                      |                      |
| 2001-2002  | Wild du Minnesota          | LNH        | 9   | 1                | 1                | 2                | 17               | --               | -- | --                   | --                   | --                   |                      |                      |
| 2001-2002  | Mighty Ducks d'Anaheim     | LNH        | 17  | 1                | 2                | 3                | 19               | --               | -- | --                   | --                   | --                   |                      |                      |
| 2001-2002  | Mighty Ducks de Cincinnati | LAH        | 15  | 3                | 5                | 8                | 27               | 1                | 0  | 0                    | 0                    | 2                    |                      |                      |
| 2002-2003  | Amour Khabarovsk           | Superliga  | 51  | 16               | 18               | 34               | 87               | --               | -- | --                   | --                   | --                   |                      |                      |
| 2003-2004  | Amour Khabarovsk           | Superliga  | 39  | 14               | 14               | 28               | 139              | --               | -- | --                   | --                   | --                   |                      |                      |
| 2003-2004  | Avangard Omsk              | Superliga  | 12  | 1                | 3                | 4                | 12               | 11               | 3  | 0                    | 3                    | 36                   |                      |                      |
| 2004-2005  | Avangard Omsk              | Superliga  | 17  | 3                | 4                | 7                | 32               | --               | -- | --                   | --                   | --                   |                      |                      |
| 2004-2005  | Severstal Tcherepovets     | Superliga  | 26  | 7                | 9                | 16               | 42               | --               | -- | --                   | --                   | --                   |                      |                      |
| 2005-2006  | CSKA Moscou                | Superliga  | 50  | 15               | 5                | 20               | 102              | 7                | 1  | 1                    | 2                    | 18                   |                      |                      |
| 2006-2007  | HK Dinamo Moscou           | Superliga  | 18  | 2                | 2                | 4                | 28               | --               | -- | --                   | --                   | --                   |                      |                      |
| 2006-2007  | Metallourg Novokouznetsk   | Superliga  | 22  | 8                | 4                | 12               | 28               | 1                | 0  | 0                    | 0                    | 0                    |                      |                      |
| 2007-2008  | Metallourg Novokouznetsk   | Superliga  | 57  | 14               | 13               | 27               | 103              |                  |    |                      |                      |                      |                      |                      |
| Totaux LNH | Totaux LNH                 | Totaux LNH | 450 | 86               | 109              | 195              | 288              | 21               | 2  | 0                    | 2                    | 14                   |                      |                      |